# Centre of Excellence for Operations in Confined and Shallow Waters
Centrum Eksperckie ds. Operacji na Wodach Zamkniętych i Płytkich The Centre of Excellence for Operations in Confined and Shallow Waters (COE CSW), jest międzynarodową instytucją wojskową założoną w celu wsparcia programu transformacyjnego NATO. COE CSW zostało powołane w kwietniu 2007 roku, zgodnie z planem rozwoju centrów eksperckich. COE CSW oficjalne zostało akredytowane przez NATO (Supreme Allied Command Transformation - SACT) 26 maja 2009 roku. Siedziba COE CSW mieści się w Kilonii (Niemcy) i jest współdzielona z dowództwem niemieckiej 1 Flotylli, której dowódca jest równocześnie Dyrektorem COE CSW.

## Wody zamknięte i płytkie (Confined and Shallow Waters – CSW)
CSW to akweny morskie częściowo zamknięte, ograniczone, w których obrębie często występuje wzmożony ruch jednostek pływających. Ze względu na ich złożoność, występujące tu warunki geograficzne i geofizyczne oraz znaczącą dynamikę zmian w zakresie przemieszczania się w nich uczestników, z jednej strony wpływają one na swobodę prowadzenia operacji na morskim teatrze działań, a z drugiej jednak strony, stwarzają szerokie spektrum możliwości dla prowadzenia wszechstronnych działań morskich. Na operacje prowadzone w takim akwenie znaczący wpływ będą miały również działania lądowe, powietrzne, kosmiczne oraz prowadzone w cyberprzestrzeni. W rezultacie CSW mogą stać się teatrem działań połączonych, z włączeniem różnych rodzajów sił zbrojnych i służb morskich.

## Cele i zadania
Jako centrum eksperckie, COE CSW dostarcza intelektualny wkład w rozwój koncepcji, doktryn i procedur działania. Częścią tej działalności jest również prowadzenie eksperymentów i analiz, adekwatnie do prowadzonych przez NATO inicjatyw, projektów, ćwiczeń i działań (operacji). Ponadto, prace COE CSW prowadzone są w formie projektów, które uruchamiane są po otrzymaniu wniosku o wsparcie (Request for Support - RfS).

## Podstawy funkcjonowania i obszar działalności
Centra eksperckie zostały powołane jako „think tanks”, lecz zakres ich działalności nie ogranicza się do działań wspierających jedynie instytucje wojskowe. Ściśle współpracują one z organizacjami rządowymi i pozarządowymi, instytucjami związanymi z gospodarką morską oraz uczelniami. Partnerami COE CSW są:
- The Allied Maritime Command (MARCOM) Northwood, Wielka Brytania
- The Combined Joint Operations from the Sea Center of Excellence, Norfolk, USA
- The Naval Mine Warfare COE, Ostenda, Belgia
- The Maritime Security COE, Aksaz, Turcja
- The Centre for Maritime Research and Experimentation (CMRE), La Spezia, Włochy
- The Bundeswehr Technical Centre for Ships and Naval Weapons (WTD 71), Eckernförde, Niemcy
- The Sea Surveillance Cooperation Baltic Sea (SUCBAS)
- The Institute for Security Policy Kiel (ISPK), Kilonia, Niemcy
- Przemysł obronny i instytucje związane z gospodarką morską

## Państwa członkowskie
Niemcy jako państwo ramowe dla COE CSW zapewniają całą infrastrukturę, obsługę, wkład finansowy i kluczowy personel, jak również znaczącą część ekspertów. Grecja, Holandia i Turcja przystąpiły do projektu założycielskiego COE CSW wraz z przypadającym na nie wkładem finansowym, jako państwa sponsorskie. Równocześnie państwa te wysłały do COE CSW swoich ekspertów jako przedstawicieli. W 2009 roku Polska, a w 2014 roku również Włochy przystąpiły do COE CSW na prawach państw sponsorskich. COE CSW jest w dalszym ciągu otwarte na pozostałe państwa członkowskie NATO, które mogą przystąpić do COE CSW jako państwa sponsorskie. W roku 2011 Finlandia przystąpiła do programu centrów doskonalenia NATO, wchodząc w skład COE CSW jako pierwsze państwo partycypujące. Dodatkowo, również Stany Zjednoczone biorą udział w COE CSW poprzez program wymiany personalnej (Personnel Exchange Program) z niemiecką marynarką wojenną.

## Struktura organizacyjna
Organem zarządzającym COE CSW jest komitet sterujący (Steering Committee) składający się z przewodniczącego (desygnowanego przez państwo ramowe, lecz bez prawa głosu) i przedstawicieli każdego z państw sponsorskich i partycypujących (każdy posiada jeden głos). Komitet sterujący nadzoruje zakres działalności, przyjmuje roczne sprawozdania z efektów działalności oraz raporty finansowe (w tym realizację budżetu). W działalności codziennej COE CSW jest kierowane przez dyrektora w stopniu kontradmirała, który równocześnie jest Dowódcą niemieckiej 1 Flotylli. Zastępca dyrektora (Executive Director), w stopniu komandora, odpowiedzialny jest za codzienny nadzór nad działalnością personelu COE CSW.
Na podstawie podpisanego pomiędzy NATO i państwami członkowskimi porozumienia (Memorandum of Understanding) w COE CSW utworzono trzy oddziały:
- Oddział Rozwoju i Współpracy (Development and External Relations – DER)
- Oddział Ekspercki (Subject Matter Experts – SME)
- Oddział Analiz i Implementacji (Analysis and Implementation – AI)

Dodatkowo powołano trzy sekcje odpowiedzialne za wsparcie działalności COE CSW:
- Sekcja Finansowa (Financial Control – FC)
- Sekcja Informatyczna (Information Technology – IT)
- Sekcja Administracyjna (Administrative Support – AS)

Personel niemieckiej 1 Flotylli wspiera działalność COE CSW w zakresie logistycznym oraz zapewnienia bezpieczeństwa.
Bazując na doświadczeniach wcześniejszych lat oraz w celu zapewnienia większej efektywności wsparcia transformacji NATO we wszystkich czterech obszarach działalności, od stycznia 2015 COE CSW wprowadziło nową strukturę organizacyjną. Zachowując nadal układ trzy-oddziałowy nowa struktura organizacyjna jasno różnicuje działalność „produkcyjną” od administracyjno-biurowej.
- Oddział Rozwoju Doktryn (Concept and Doctrin Development – CD) – działalność “produkcyjna”;
- Oddział Szkolenia i Analiz (Training and Analysis – TA) – działalność “produkcyjna”;
- Oddział Administracyjny i Współpracy (Staff Operations and External Relations – SE) – działalność administracyjno- biurowa.

Sekcje: informatyczna i administracyjna zostały aktualnie scalone w jeden Oddział Administracyjny i Współpracy, podczas gdy Sekcja Finansowa jest nadal bezpośrednio podległa Zastępcy Dyrektora (Executive Director).

## Zakres działania
COE CSW rozpoczyna swoją działalność zwykle po otrzymaniu wniosku o wsparcie (RfS) wysłanego przez dowolne dowództwo (jednostkę) NATO lub państwo członkowskie. Roczny Plan Pracy (Programme of Work) zawiera szereg różnorodnych projektów, które charakteryzuje zdefiniowany oczekiwany rezultat i produkt końcowy, klient oraz data zakończenia projektu. Dodatkowym obszarem działalności są procesy (Activities), które związane są ze stałym zaangażowaniem personelu COE CSW w celu wsparcia działań transformacyjnych NATO. Oprócz powyższych, COE CSW planuje i prowadzi także konferencje i warsztaty tematyczne.